# Lumkofel
Lumkofel – szczyt w Alpach Gailtalskich, w Alpach Wschodnich. Leży w Austrii, w Karyntii. Leży niedaleko na północ od miasta Lienz. Szczyt ten leży pomiędzy Alpami Karnickimi a resztą Alp Gailtalsklich, co czyni z niego dobry punkt widokowy.